# Marta Blanco
Marta Elena Blanco Vidal (Viña del Mar, 20 de enero de 1938-21 de abril de 2020) fue una narradora y periodista chilena.

## Biografía
Marta Blanco publicó su primera novela, La generación de las hojas, en 1965; su segundo libro fue uno de cuentos, Todo es mentira, en 1974. Desde entonces ha cultivado ambos géneros y sus obras han obtenido varias distinciones.
Como periodista trabajó en El Mercurio —sus entrevistas de 1987-1988 fueron reunidas en un libro— y otros medios. Desde 2003 y hasta su muerte escribió en El Periodista (lo hace, en sus palabras, "porque me dejan decir lo que se me frunce").
Durante la dictadura militar, asumió la dirección del canal de la Universidad de Chile (1983-1984), pero finalmente debió renunciar por diferencias ideológicas y entonces fue enviada como consejera de Cultura a la embajada en París.
Marta Blanco también fue profesora, dirigió talleres y participó como jurado en diversos concursos, incluido el concurso de ensayos de la Asociación de Colegios Británicos de Chile en 2000; en 2001 presidió el del Premio Municipal de Literatura de Santiago.
Sobre su obra, comentó:

Dejo que la escritura salga por sí misma, ni siquiera elijo el tema de mis obras, sino ellos a mi. No tengo ningún interés ni voluntad de escribir novelas todo el tiempo, porque mi ciclo cósmico es más largo… es cada cinco años. Esto lo descubrí experimentando la famosa sequía del escritor, cuando se me quitaban las ganas de escribir y me angustiaba. Ahora estoy trazando las primeras ideas de una novela de cuyo tema no voy a hablar, pues -como me aconsejó un gran amigo- si desgastas una historia a través de la palabra oral, esta se te escapa y nunca más encuentras el tono narrativo.
Marta Blanco.

Con motivo de la reedición de su primera novela, La generación de las hojas, por Ediciones UC, Santiago, 2024, el crítico literario Javier Edwards Renard prologa la edición diciendo:

MARTA BLANCO, ESCRITORA DE LA PALABRA

Javier Edwards Renard

“En el teatro, escuchando a la Callas, he comprendido que, cuando escribimos, lo más difícil es sostener en el tiempo el registro agudo”. 
Giorgio Agamben
Reeditar la obra de Marta Blanco (Viña del Mar, 1938- Santiago, 2020), publicar sus textos conocidos y los que están a la espera de una edición póstuma, es cumplir con una deuda literaria, es rescatar -para ajustar el canon de la historia de nuestra literatura- la obra de una de las voces más potentes, diversas y originales de la segunda mitad del siglo XX y el primer quinto del XXI. 
Periodista de oficio, novelista, escritora de cuentos precisos y profundos, cronista social y política con mirada aguda, de humor irónico e implacable, mujer pionera y con opinión firme, figura de la televisión, conversadora erudita, profesora universitaria, lectora incansable, Marta Blanco se ha instalado en la literatura chilena con una obra de calidad indiscutible, reconocida y premiada por la crítica. No siempre ha tenido, sin embargo, ediciones que le hagan justicia y la adecuada presencia en librerías.
Y es que no ha sido fácil para las mujeres ocupar un espacio en la literatura de nuestro país, menos cuando han sido de carácter firme, opinión segura y libre.
Volver a leer la primera novela de Marta Blanco, La generación de las hojas, publicada el año 1965, por la editorial Zig-Zag, cuando sólo tenía 27 años, y prologar esta segunda reedición a tres años desde su fallecimiento, ocurrido el 21 de abril de 2020, es un honor que, creo, permitirá al mundo literario sentir que, finalmente, toda obra que lo merece tiene su momento de reconocimiento e instalación definitiva. Este es el primer paso, el que antecede a futuras reediciones de sus novelas Maradentro (1997), La emperrada (2002), Memoria de ballenas (2009), El peso del corazón (2015); de sus cuentos, publicados en las colecciones Todo es mentira (1974), Para la mano izquierda (1995) y en distintas antologías a lo largo de los años; sus crónicas y artículos de opinión publicados en diversos medios periodísticos (El Mercurio, Revista Paula, Revista Caras, El Periodista, entre otros), y, por últimos, textos inéditos que están en proceso de revisión.
Habiendo leído con atención crítica y decidida admiración el conjunto de la obra publicada de Marta Blanco, esta relectura de su primera novela que hoy prologo, sólo viene a confirmar lo que he sostenido en distintas oportunidades y formas sobre el valor literario de su escritura, su originalidad, su capacidad de llevar a la palabra, dejando la vista y a un mismo tiempo, ese espacio íntimo de lo femenino -cuando decide abrirse paso en un mundo dominado por lo masculino- y la mirada del entorno desde una perspectiva propia que enriquece su comprensión, desde ese lugar en que el tiempo, condición social y económica, bagaje cultural e intelectual dejaban a la mujer un espacio reducido, abierto sólo a temperamentos poderosos. En ese sentido, y claramente si bien no la primera, Marta Blanco es una de las pioneras que dejaron el campo abierto al saludable y vasto escenario de la narrativa de mujeres que, desde los años 90 hasta ahora, han mostrado una diversa fertilidad, capaz de retratar con nuevas perspectiva temas de siempre, aquellos que habían permanecido silenciados o sólo se trataban de manera indirecta, críptica, alegórica para sortear dificultades.
Marta Blanco decidió escribir, hablar, decir abriendo puertas, instalando nuevos significados, a su modo, con una voz propia, un estilo que con el pasar de los años se fue enriqueciendo y profundizando, mostrando una libertad en el uso del lenguaje narrativo que suele ser escaso entre nuestros prosistas. Así, desde La generación de las hojas hasta su última novela, El peso del corazón (2015) -incluyendo sus excelentes cuentos y crónicas- lo que vemos en sus textos es una escritora que desarrolla todo un arco temático y de estilo, al servicio de los que fueron sus temas recurrentes, sus obsesiones intelectuales, el motor inevitable que la motivó, como artista, a decir lo que no podía callar. Ello, según queda reflejado en el epígrafe de este prólogo tomado de Giorgio Agamben, sosteniendo en el tiempo el más difícil de los registros vocales, el agudo, es ese que rompe el silencio del aire, rasgándolo para dejar que en el intersticio de la nada que se anula aparezca el más sutil de los sonidos.
La mujer; el amor y la falta de amor; la vida y su contracara, la muerte; el poder y lo femenino conviviendo con y combatiendo sus estructuras; las tradiciones y su ruptura para crear nuevos ritos y significados; el mundo de la burguesía, con sus mitos y verdades; el presente de cada día y la pasión por la historia, en una escritura que estuvo en el hoy hasta el último minuto, con lucidez y comprensión de los cambios, son todos elementos que de una u otra manera, con mayor o menor intensidad, van apareciendo a lo largo de sus textos con el objeto de atrapar e hipnotizar al lector que quiere leer una escritura con sentido y poder revelador. Si hubiese dos maneras de leer (hay muchas más, por supuesto): la del mero entretenimiento y la del descubrir, la propuesta de Martas Blanco es la de una escritura que lleva al lector al descubrimiento de espacios secretos, lo que siempre conlleva una aventura necesaria, y el juego infinito de la palabra con sus articulaciones creativas, sus imágenes impensadas, su sonido estimulante.
Escritora de la palabra. Poseída y poseedora del lenguaje, ya en La generación de las hojas Marta Blanco debuta como escritora y novelista, aun a pesar de su juventud, con la asertividad de una inteligencia privilegiada y decidida. A sus veintisiete años, y contando la historia de su protagonista, una mujer de edad similar, en esta novela que conserva toda su vigencia, la escritora, con un dejo que recuerda a Françoise Sagan, la inolvidable autora de Bonjour Tristesse, publicada en 1954, explora esa sensación pasajera de las hojas que recoge en un epígrafe tomado de Homero, “… semejante a la generación de las hojas es la generación de los hombres...”, algo que de alguna manera es insulso, pasajero, arbitrario como de alguna manera siente que va navegando su vida la joven protagonista en ese matrimonio armado para cumplir con el deber ser social y que zarpa desde el primer día, como una odisea destinada al fracaso, cuando las inhibiciones inculcadas se desafían y lo que podría haber sido bueno, natural o necesario, se convierte en algo imposible, aburrido: “Inhibiciones. Es una palabra bonita. Bonita. Es una palabra insulsa. Insulsa. Es una palabra que proviene de nuestras inhibiciones. Algo es insulso, por lo tanto no tiene gusto a nada, por lo tanto debe haber algo con lo que lo podamos comparar, para llegar a la conclusión de que lo insulso es lo corriente y aquellas experiencias que se salen de lo corriente no son insulsas. Pero, entonces, cualquier cosa a la larga es insulsa”, reflexiona la protagonista de esta novela, en su juvenil toma de conciencia que el aburrimiento de lo insulso no está hecho para ella.
Aunque siempre existe la tentación de querer ver en una primera novela más de algún vestigio autobiográfico, me atrevo a decir que Marta Blanco logra transpolar cualquier elemento proveniente de la memoria de su propia existencia, convirtiéndolo en algo mucho más universal, generacional, una experiencia frecuente en las mujeres de su tiempo y que aún sobrevive bajo ropajes de una liberación que no termina por concretarse de manera definitiva, e incluso, también, en el retrato de algo que es simplemente existencial, sin referencia a géneros, al sólo vivir humano, cuando ese mero estar ahí de alguien no logra anclarse en el espacio de un significado auténtico y propio. Pilar, la protagonista de La generación de las hojas,  decide desde un primer momento que su reciente matrimonio no sería la cárcel que la instalaría en el centro de lo insulso, del aburrimiento, del relacionarse con pares entre los que se ha inventado un lenguaje lleno de ritos vacíos.
Como bien dijo alguna vez el gran Sánchez Ferlosio, “toda memoria es ficción y toda ficción proviene de la memoria” y así, esta gran escritora que fue, que es, Marta Blanco (la escritura supone un sacrificio que amerita volver a sus escritores de algún modo inmortales), Pilar volverá a aparecer con su voz aguda, sostenidamente, a través de su obra. En esa maravillosa novela-memoria titulada Maradentro (Alfaguara, 1997) en la que una madre rompe el duelo por la muerte de un hijo a través de esa palabra que habla de la pena, de la memoria que no ceja, tejiendo una trenza de recuerdos en los que la madre y el hijo vuelven a ser uno: “Desde el palco del tiempo ve a la niña en la playa de Ocho Norte y a ese niño de la caleta nadando, riendo, jugando. Alguien detesta los enigmas. Dos niños juntos en la oruga de la memoria.”; o en La emperrada (Alfaguara, 2002), texto en el que con verdadera maestría pone voz al silencio de la silenciada Constanza Nordenflycht, quien fuera la mujer nunca oficial de Diego Portales, y hace hablar a un coro de personajes históricos en una novela original que pone perspectiva de mujer a los orígenes de la “república portaliana”, del primer Chile en serio, del que mucho nos queda con la advertencia de un epígrafe de otro escritor que merece rescate y recuerdo, Carlos Cerda: “-Usted no ha observado el coro –me dijo. Usted comete el error de la gran mayoría. Sólo tiene ojos para los protagonistas. Por eso no puede entender el mensaje. Observe las figuras del segundo plano.” y, ahí, con su Constanza silenciada, secundaria y el coro de la historia, Marta Blanco nos pone patas arriba la mirada tradicional de una personaje clave de nuestra historia; o, como último ejemplo,  la Faraón Hatsheptsut, desde el imaginado Egipto del Siglo XIV a. de C., escribe, en su última novela, El peso del corazón (Ojo Literario Ediciones, 2015) las cartas que la mujer travestida en monarca para poder ejercer el poder faraónico, por decisión de su padre e incapacidad de su frágil hermano, le escribe a Senenmut, el visir en encargado de entrenarla para tan difícil tarea, a quien secretamente ama, declarando desde un inicio: “Si algún día lees estas cartas será porque estoy muerta. Es la condición para escribirte con sentido, dejando a un lado el orgullo que según dices me posee a veces (y te agradezco el ‘a veces’), pero te advierto que el estruendo de mi corazón guiará la pluma sobre el papiro.”, en todos estos textos y los otros, la escritura de Marta Blanco fue rompiendo el silencio para conjurar la nada y el olvido. 
Durante cuatro décadas, en una obra diversa, no tan breve -menos de lo que se cree- e intensa como el estruendo de la nota más extensa y perfectamente original de esa maravillosa e inigualable soprano que fue María Callas, Marta Blanco escribió desafiando lo insulso, el aburrimiento de lo obvio, la limitaciones de lo correcto, las exigencias de los hombres, los intereses del mercado para dejarnos una obra sincera, honesta, precisa, intensa que se irá reeditando para la lectura y la memoria, para desafiar el olvido injusto, para entregarle el lugar que le pertenece en las letras chilenas, la de una de nuestras grandes escritoras, una, cuya obra sólo adquirirá mayor valor y reconocimiento con el tiempo. Marta Blanco vivió siempre en el presente, con la memoria infinita y la palabra poderosa, para asegurarse un lugar en el futuro. Hoy tenemos en las manos su primera novela, ya vendrán las siguientes, sus cuentos, sus entrevistas y crónicas, quizás algún día una selección de sus cartas.
Los baúles, los archivos ya se han abierto. Se ha iniciado la relectura, la selección, la decisión de los que se reeditará, cómo y cuándo, los que se editará de manera póstuma y por qué, lo que permanecerá en algún archivo universitario bajo un contrato que establezca términos y condiciones. Será un proceso que avanzará con el paso del tiempo, de la mando de la memoria y luchando contra el olvido. Su lectura, despertará el interés de biógrafos que descubrirán el interés por la vida de quien creó esta obra. 

Marta Blanco escribió con la perseverancia de las mareas, desafiando el destino, como su querida Mocha, la ballena blanca de nuestras leyendas que después Melville hiciera propia en Moby Dick y que ella recupera en su Memoria de Ballenas (Uqbar Editores, 2009), donde quizá, como en un oráculo de Pitonisa, anticipaba, sobre sí misma: “Caminaba despacio por la senda trazada entre las rocas. Un pie, luego el otro. Llegaré pensaba. Voy a llegar al final del camino aunque se haga de noche.”.  Y ya intuimos lo que algo así puede significar para un artista de verdad.

## Vida privada
A finales de los años sesenta, el escritor Enrique Lafourcade se fue a vivir con ella.  Fue allí donde él escribió su famosa novela Palomita blanca. Siete años más tarde la pareja se rompió.
Tuvo un hijo y dos hijas. Jorge, María Isabel y M. Elena Cruz. Jorge falleció en los años 1980.
Falleció el 21 de abril de 2020 a los 82 años.

## Premios
- Concurso de Cuentos de la revista Paula 1975.
- Concurso de Cuentos de la revista Paula 1980.
- Premio Cuentos de El Mercurio 1995.
- Premio Cuentos de El Mercurio 1997.
- Premio Cuentos Eróticos 2005 (revista Caras).
- Premio de la Crítica 2009 (Círculo de Críticos de Arte de Chile) por Memoria de ballenas.[7][8]

## Obras
- La generación de las hojas, novela, Zig-Zag, 1965. Ediciones UC, Santiago, 2024.
- Todo es mentira, cuentos, Editora Brocal, 1974; contiene 13 relatos:
  - Niñazul; La desparición de Eleodoro; Gath & Chávez; Bodas de oro; El festín del general; Pollos asados; Una corona de papel; Motel; El artista consolado; Presencia; Maternidad; Óptica uno: Ella creía que lo estaba pensando; y Óptica dos: Espejismo.
- Entrevistos, recopilación de las aparecidas en El Mercurio entre mayo de 1987 y mayo de 1988; Editorial La Noria, 1988.
- Para la mano izquierda, cuentos, Caos Ediciones, 1990; contiene 12 relatos: 
  - Toŕtolas japonesas; Fueguina; Iniquidades de Chu Yuan; Paseo; Adulador; Luna que se quiebra; Oscuro asunto de madreselva; El Señor tenga piedad de Schtodt; La sacada de las monjitas; El representante de la cuarta parte del universo; Por ojo; e Interrrogatorio por gente escogida que sabe
- Maradentro, novela, Alfaguara, Santiago, 1997.
- La emperrada, novela histórica sobre Constanza de Nordenflytch, amante de Diego Portales; Alfaguara, Santiago, 2001.
- Memoria de ballenas, novela, Uqbar, Santiago, 2009.
- "El peso del corazón", novela,  Ojo Literario, Santiago,2015.